# Аматриче
Аматри́че (итал. Amatrice) — город в Италии, расположен в регионе Лацио, в провинции Риети.

## Демография
Население — 2803 человека, плотность населения — 16 чел./км².
Покровительницей коммуны почитается Пресвятая Богородица (Santa Maria di Filetta) . Празднование в воскресение после Вознесения.

## Землетрясение (2016)

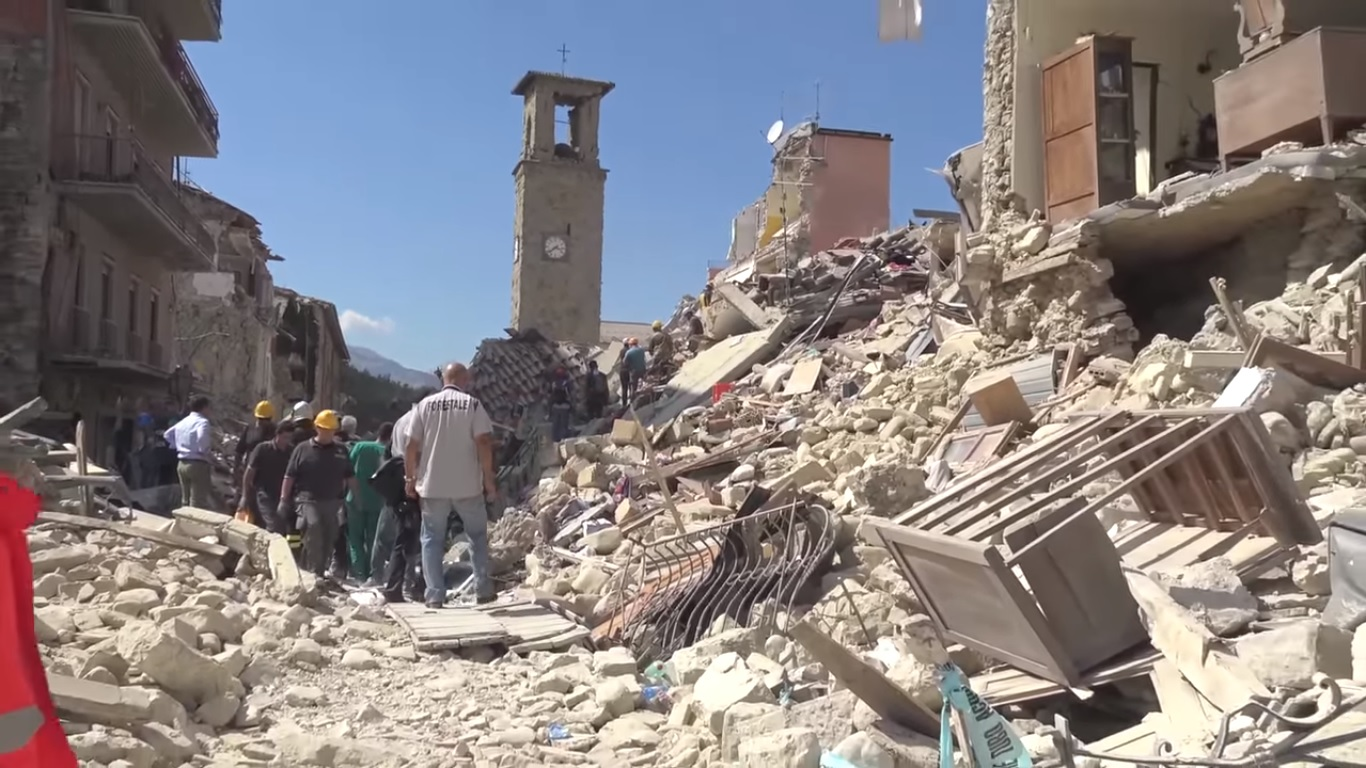
Аматриче после землетрясения

24 августа 2016 года в окрестностях города произошло сильное землетрясение, в результате которого погибло более 200 человек, 75% городских зданий было разрушено, а уцелевшие перестали быть пригодны для жилья.

## Города-побратимы
- Остия Антика, Италия
- Монторио-аль-Вомано, Италия
- Потенца, Италия
- Елец, Россия[4][5][6]

## Известные уроженцы
- Нибби, Антонио (1792—1839)  — итальянский археолог, топограф.

## Кухня
- В честь города назван соус аматричана.
- В Аматриче производят особый сорт мортаделлы — мортаделла из Аматриче (mortadella di Amatrice) — в отличие от традиционного рецепта, в фарш добавляются корица и гвоздика[7], колбаса подвергается копчению[8].